# Фэн Гочжан
Фэн Гочжа́н (кит. упр. 冯国璋, пиньинь Féng Guózhāng; 7 января 1859, Хэцзянь, Хэбэй, Империя Цин — 12 декабря 1919, Пекин, Китайская Республика) — китайский военный и государственный деятель, и.о. президента Китайской Республики (1917—1918). Фельдмаршал.

## Биография
Родился в семье риелтора. Попав в тяжелые жизненный обстоятельства, семья была вынуждена продать свою собственность, чтобы дать образование сыновьям. Однако, будучи четвертым сыном, Фэн не смог завершить образование из-за нехватки расходов на него. Большую часть молодости ему пришлось выживать, играя на скрипке в театрах.
В итоге решил выбрать военную карьеру, поступив на службу в Бэйянскую армию. Впоследствии окончил военную академию в Тяньцзине. В 1895 году был направлен в Токио в качестве военного атташе и привлёк внимание Юань Шикая.
Участник Первой Японо-китайская войны. Служил в северной армии под командованием Юань Шикая. С 1909 года — глава военного совета в военном министерстве. С 1909 — начальник генерального штаба. В 1911 году участвовал в подавлении Учанского восстания.
В 1914 году был произведен в фельдмаршалы. Не поддержал попытку Юань Шикая объявить себя императором, отказавшись от дарованного ему титула герцога. После смерти Юань Шикая в 1916 году занял пост вице-президента. В июне 1917, во время оккупации Пекина Чжан Сюнем, являлся временным президентом Китайской республики. Считался представителем Чжилийской клики. Легитимность его назначения подвергалась сомнениям, поскольку для признания его полномочий не было созвана Национальная ассамблея. После вступления Китайской Республики в Первую мировую войну на стороне Антанты стремился мирным путем разрешить конфликт между севером и югом, в результате чего Дуань Цижуй в знак протеста подал в отставку с поста главы правительства. Под давлением аньхойской клики вернул Дуаня на пост премьер-министра.
Занимал этот пост до проведения выборов в ноябре 1918 года..
Был похоронен в его родном уезде Хэцзянь в провинции Хэбэй. Спустя полвека, в годы Культурной революции, его могила была осквернена.